# Тереспотоцьке
Тереспотоцьке (пол. Terespotockie, нім. Teresfelde) — село в Польщі, у гміні Опалениця Новотомиського повіту Великопольського воєводства.
Населення — 219 осіб (2011).
У 1975-1998 роках село належало до Познанського воєводства.

## Демографія
Демографічна структура станом на 31 березня 2011 року:
|          | Загалом | Допрацездатний вік | Працездатний вік | Постпрацездатний вік |
| -------- | ------- | ------------------ | ---------------- | -------------------- |
| Чоловіки | 113     | 21                 | 83               | 9                    |
| Жінки    | 106     | 20                 | 66               | 20                   |
| Разом    | 219     | 41                 | 149              | 29                   |